# Rainer Schaller
Rainer Schaller (Bamberga, 4 gennaio 1969 – Mare Caraibico, 21 ottobre 2022) è stato un imprenditore tedesco, fondatore e amministratore delegato della multinazionale RSG Group, titolare delle palestre a marchio McFit e Gold's Gym. Il suo patrimonio era stimato nel 2019 in 250 milioni di euro..

## Biografia
Originario di Schlüsselfeld, era fratello minore del direttore d'orchestra Gerd Schaller. Figlio di commercianti (la famiglia gestiva punti vendita a marchio Edeka), si formò professionalmente come dettagliante.
Nel 1996 decise di entrare nel mercato delle palestre e creò il marchio McFit: il primo centro fu aperto nel 1997 a Würzburg e nel giro di 11 anni si raggiunsero le 100 filiali in tutta la Germania. Filo conduttore del progetto erano le tariffe ridotte e gli orari d'apertura molto ampi. Dal 2009 ebbe inizio l'espansione del marchio in Europa: entro il 2022 erano state aperte oltre 250 palestre McFit a livello continentale
Nel gennaio 2006 Schaller rilevò la società di promozione e organizzazione eventi PlanetCom, che venne fusa con altre aziende del settore e rinominata Lopavent. Fino al 2010, tra le altre attività, si occupò di organizzare la kermesse LoveParade, poi interrotta a seguito di un grave incidente in cui rimasero uccise 21 persone.
Nel 2018 Schaller cedette la gestione operativa di McFit al manager italiano Vito Scavo e nel 2019 riorganizzò la propria attività imprenditoriale nella holding Rainer Schaller Group, siglato RSG Group. Nel 2020 RSG Group acquisì il celebre marchio fitness nordamericano Gold's Gym, in difficoltà a seguito della pandemia di COVID-19. Nello stesso anno rilevò il 35% principale produttore tedesco di attrezzature per il fitness, dopodiché la campagna di espansione delle palestre si intensificò in Francia, Regno Unito e USA.
In totale Schaller riunì in RSG Group 20 diversi marchi operativi in vari campi del fitness e del wellness, tra i quali High5, John Reed Fitness, John & Jane’s, Cyberobics, Heimat e Qi². Fu anche molto attivo in campo benefico, finanziando ad esempio l'organizzazione Ein Herz für Kinder
Schaller morì il 21 ottobre 2022, quando il velivolo Piaggio P.180 che lo stava trasportando dal Messico alla Costa Rica precipitò nel mare Caraibico; con lui persero la vita la compagna, i due figli, un amico e il pilota del velivolo. I resti dell'aereo vennero recuperati due giorni dopo, insieme alle salme dell'imprenditore e di uno dei figli; le altre vittime rimasero disperse.